# Hyllekrog
Hyllekrog ist eine 79,1 Hektar große, seit Anfang der 1970er Jahre unbewohnte dänische Halbinsel südlich von Lolland. Die Insel gehört zur Kirchspielsgemeinde (dän.: Sogn) Tågerup Sogn, die bis 1970 zur Harde Fuglse Herred im damaligen Maribo Amt gehörte, ab 1970 zur damaligen Rødby Kommune im damaligen Storstrøms Amt, die mit der Kommunalreform zum 1. Januar 2007 in der Lolland Kommune in der Region Sjælland aufging. Hyllekrog ist ein Naturschutzgebiet, zu dem auch die benachbarten Inseln Storeager, Lilleager und Drummelholm gehören.
Siehe auch: Liste dänischer Inseln